# Ellinokhórion
Ellinokhórion (Ellinochori) är en ort i Grekland.   Den ligger i prefekturen Nomós Korinthías och regionen Peloponnesos, i den sydöstra delen av landet, 90 km väster om huvudstaden Aten. Ellinokhórion ligger 319 meter över havet och antalet invånare är 335.
Terrängen runt Ellinokhórion är varierad.Runt Ellinokhórion är det ganska tätbefolkat, med 54 invånare per kvadratkilometer. Närmaste större samhälle är Kiáto, 8,9 km norr om Ellinokhórion. 